# Scytoleptus serripes
Scytoleptus serripes är en kräftdjursart som beskrevs av Gerstaecker 1856. Scytoleptus serripes ingår i släktet Scytoleptus och familjen Axiidae. Inga underarter finns listade i Catalogue of Life.